# 宮本工業所 (富山市)
株式会社宮本工業所（みやもとこうぎょうしょ）は、富山県富山市に本社を置く建設工事業者と炉製造メーカーである。
特に火葬炉では高い技術と国内665件の納入実績をもつ。

## 概要
建築工事、電気工事、タイル・れんが・ブロック工事、機械機具設置工事業を主たる事業とする。また、金属溶解・熱処理用などの工業炉や焼却炉、火葬炉、産業環境炉などの製造を手がける。すべてがオーダーメイド。特に火葬炉の建設では無臭火葬炉で特許をもつなど特殊な技術力で大きなシェアをもつ。
排ガスを利用した省エネルギーシステムなどの技術に注力。このレキュペレータという技術により10‐30%の燃費削減（予熱空気温度500℃で29％）を実現した。
中外炉工業と技術提携、中外炉工業および新日本製鐵（現・日本製鉄）と業務提携を結んでいる。また富士電機、東芝、HAN YANG INDUSTRY（韓国）、FURNACE ENGINEERING （オーストラリア）などへ技術供与を行う。

### 火葬炉
火葬炉のパイオニアとしてトップシェアを誇り、エネルギー・時間・コストの低減を追究した無公害炉システムを完成。設計、施工、操作、保守管理、スタッフの派遣と一貫したソフト・ハード両面からのサポートを行う。斎場の24時間予約システム（電話による音声応答システム、およびパソコン入力）による予約システムでは、予約とともに自動的に火葬炉、待合室の自動割り付けを行い、予約状況、利用履歴、炉の稼働状況の管理など斎場運営の効率化を推進するシステムをもつ。

### 独自技術
- SMS - 電磁石型アルミニウム溶湯攪拌装置
- DMF（Dicast Melting Furnace）技術を利用したアルミ溶解炉。
- アルミ溶解炉用多機能除滓装置（マルチドロスアップマシン）
- O2バーナ
- M-TCS（Miyamoto-Total-Control-System）
- Eco-SMS - 永久磁石型アルミニウム溶湯攪拌装置

## 沿革

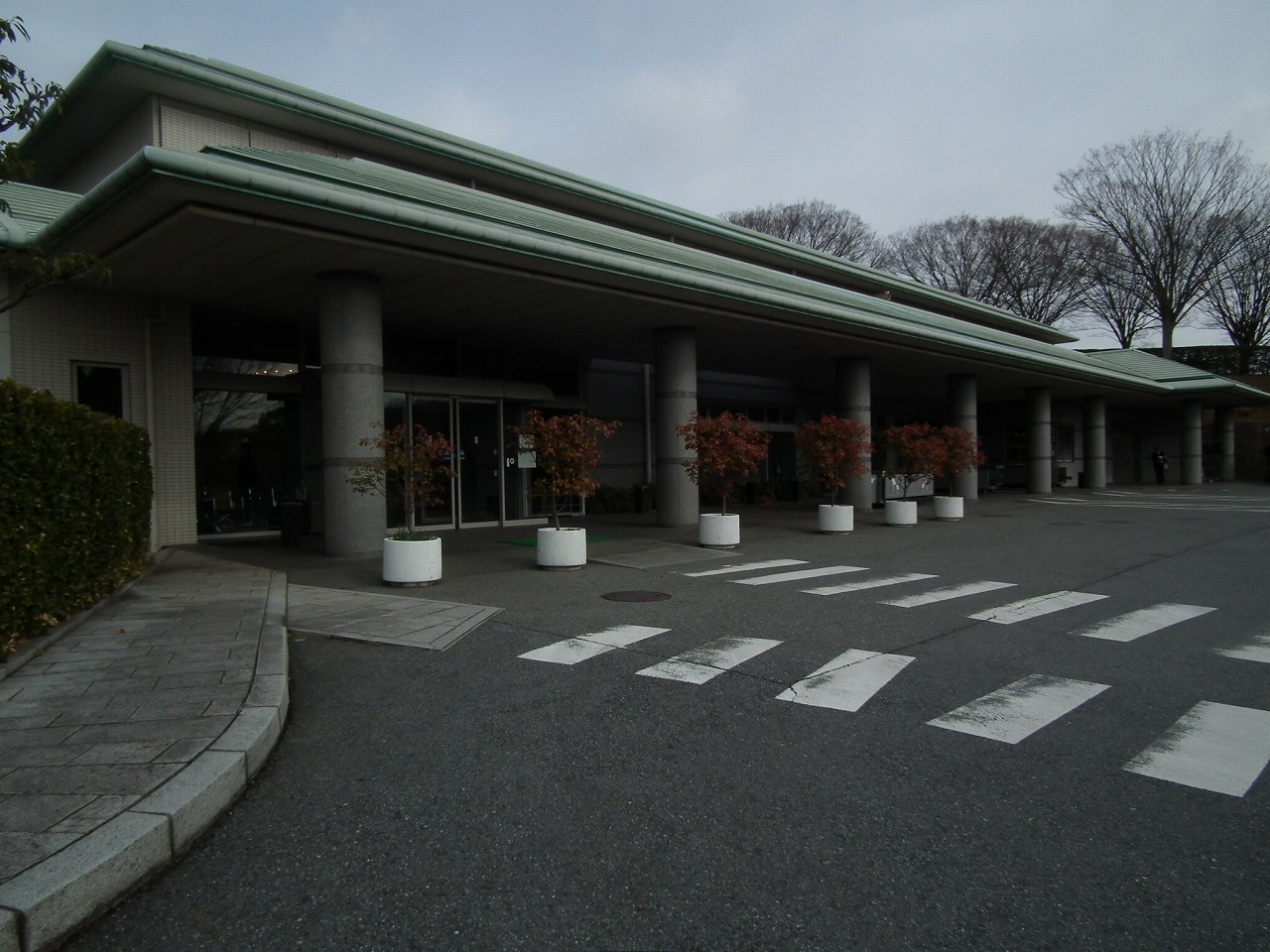
無臭火葬炉に特許を持ち全国に大きなシェアを誇る。1993年、15基の火葬炉を納入した名古山斎場

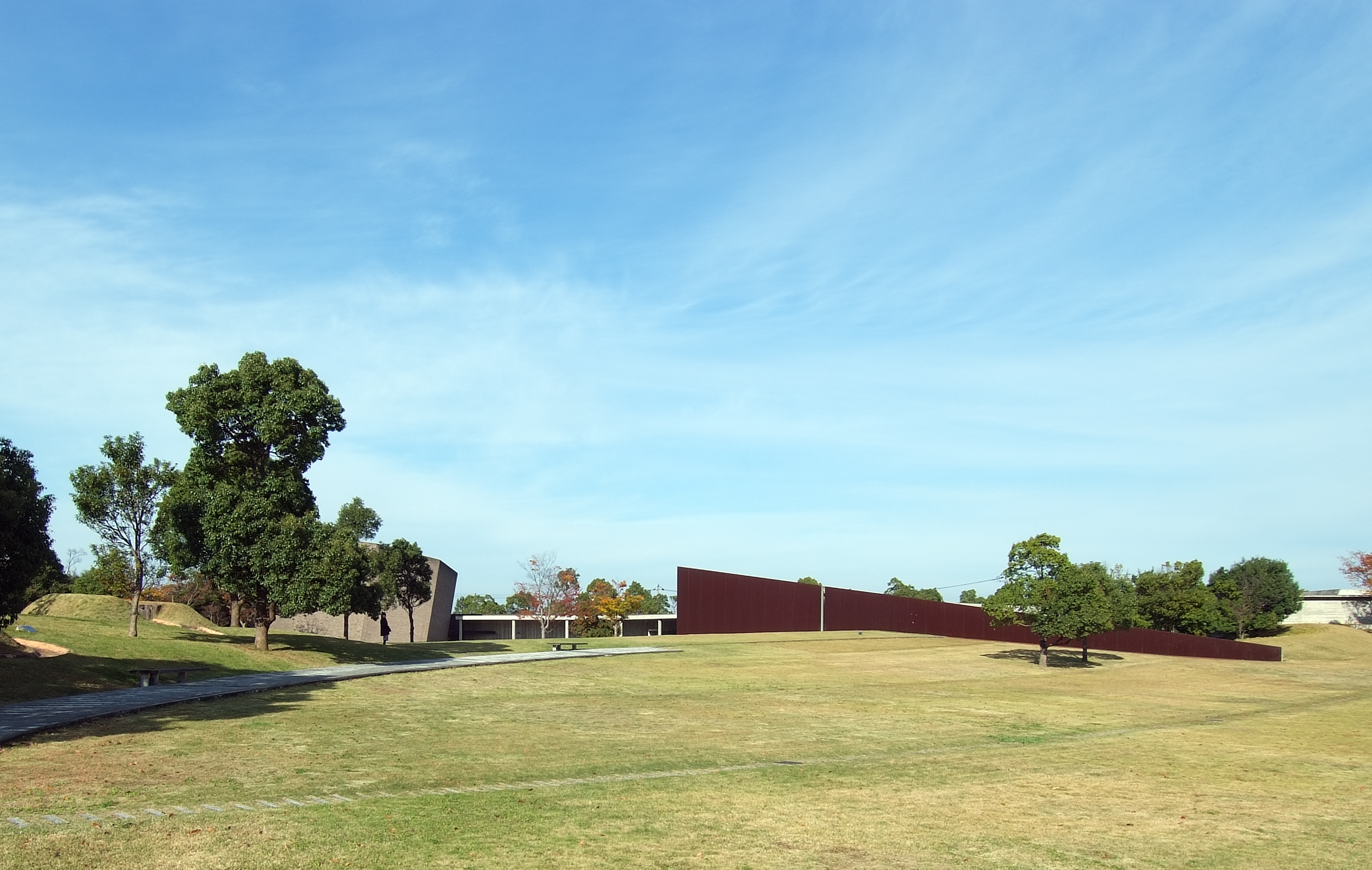
風の丘葬斎場（12基納入）1996年7月竣工

- 1927年（昭和2年）10月1日 - 宮本工業所として富山市にて創業。
- 1959年（昭和34年）- 株式会社宮本工業所に組織変更。
- 1976年（昭和51年）- 東京支社を開設。
- 1977年（昭和52年）- 大阪支社を開設。
- 1978年（昭和53年）- 四国支店を開設。
- 1980年（昭和55年）- 九州支店を開設。
- 1983年（昭和58年）- 札幌支店を開設。
- 1993年（平成5年）- 東北支店を開設。
- 1998年（平成10年）- 名古屋支店を開設。
- 2003年（平成15年）- 広島支店を開設、ISO9001認証取得。
- 2005年（平成17年）- ISO14001認証取得。
- 2007年（平成19年）- 東京支社を東京本店とする。
- 2008年（平成20年）- 黒部第一場開設。
- 2010年（平成22年）12月 - 第8回新機械振興賞、経済産業大臣賞。
- 2013年（平成25年）- 黒部第二工場開設。
- 2016年（平成28年）- 第42回発明大賞、考案功労賞受賞。
- 2017年（平成29年）- 素形材産業技術賞、中小企業長官賞受賞。
- 2019年（令和元年）- MiBOX（黒部工場内）開設。

## 受賞歴
- 2010年（平成22年）Fにて第8回新機械振興賞、経済産業大臣賞。
- 2016年（平成28年）Eco-SMSにて42回発明大賞考案功労賞受賞。
- 2017年（平成29年）Eco-SMSにて形材産業技術賞中小企業長官賞受賞。

## 所在地
- 本社/工場 - 〒930-8512　富山県富山市奥田新町12-3
- 黒部工場 - 〒938-0043　富山県黒部市犬山674-3
- 東京本店 - 〒104-0032　東京都中央区八丁堀3-22-13　PMO八丁堀8F
- 名古屋支店 - 〒461-0011　愛知県名古屋市東区白壁3-12-13　中産連ビル7F
- 大阪支社 - 〒561-0872　大阪府豊中市寺内2-4-1　緑地駅ビル4F
- 札幌支店 - 〒003-0807　北海道札幌市白石区菊水7条2-61　S.Eビル3F
- 東北支店 - 〒980-0802　宮城県仙台市青葉区二日町6-21　NTKビル3F
- 広島支店 - 〒733-0002　広島県広島市西区楠木町3-13-4　カルチェ・ヴェールS棟102
- 四国支店 - 〒790-0952　愛媛県松山市朝生田町1-11-12　ロイヤルハイツ朝生田1F
- 九州支店 - 〒862-0950　熊本県熊本市中央区水前寺1-20-22　水前寺センタービル3F
- 技術研究センター - 〒930-0904　富山県富山市一本木171

以上より。

## 関連企業

### 代理店
- 中外炉工業
- 日本特殊炉材
- LIXIL
- ノーリツ
- イソライト工業

## 火葬炉主要納入先
- 旭川聖苑（北海道旭川市）[3]
- いわき清苑（福島県いわき市）[4]
- 宇都宮市立悠久の丘（栃木県宇都宮市）[5]

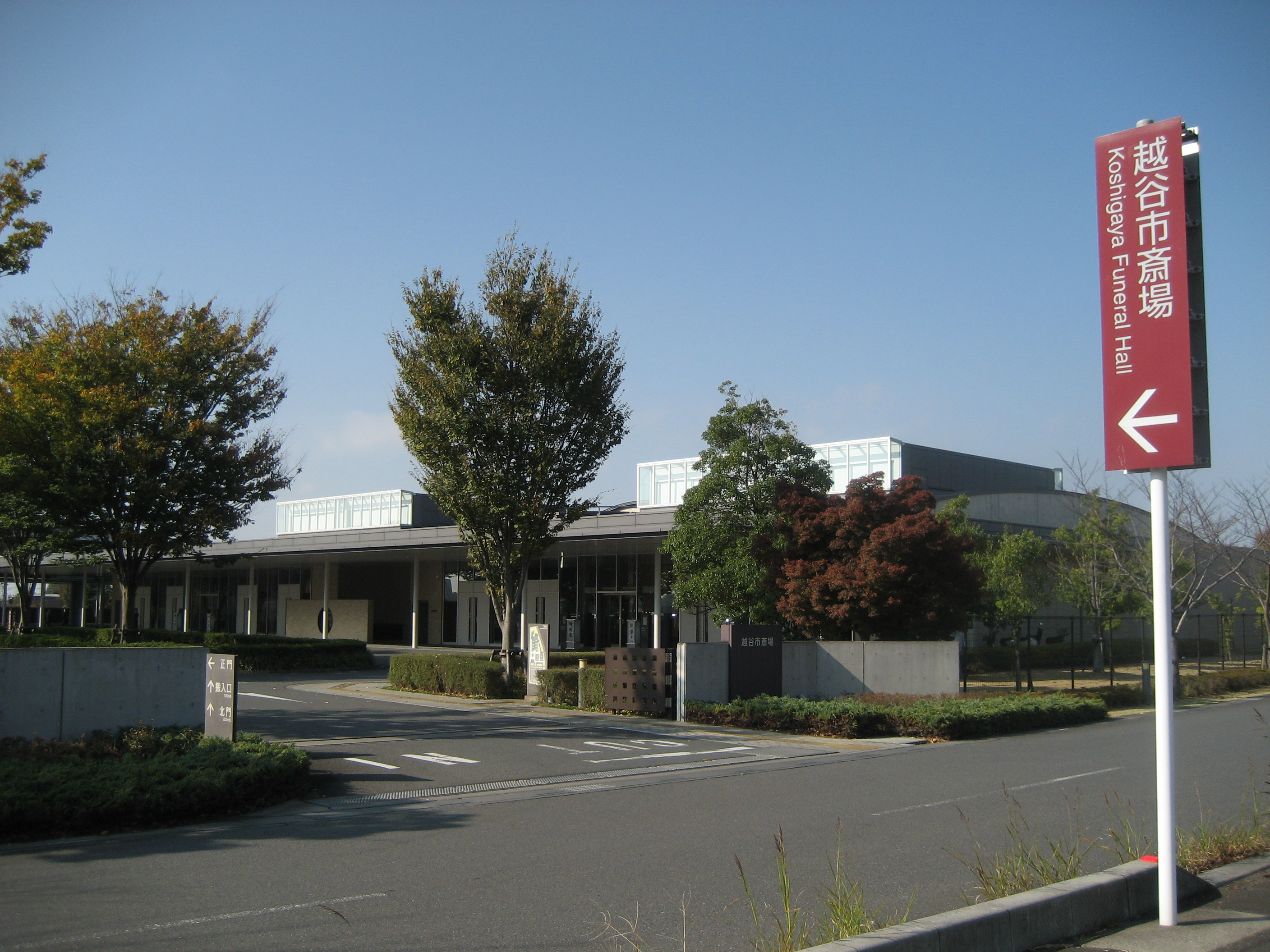
越谷市斎場（埼玉県越谷市）
- 高岡斎場（富山県高岡市）[7]
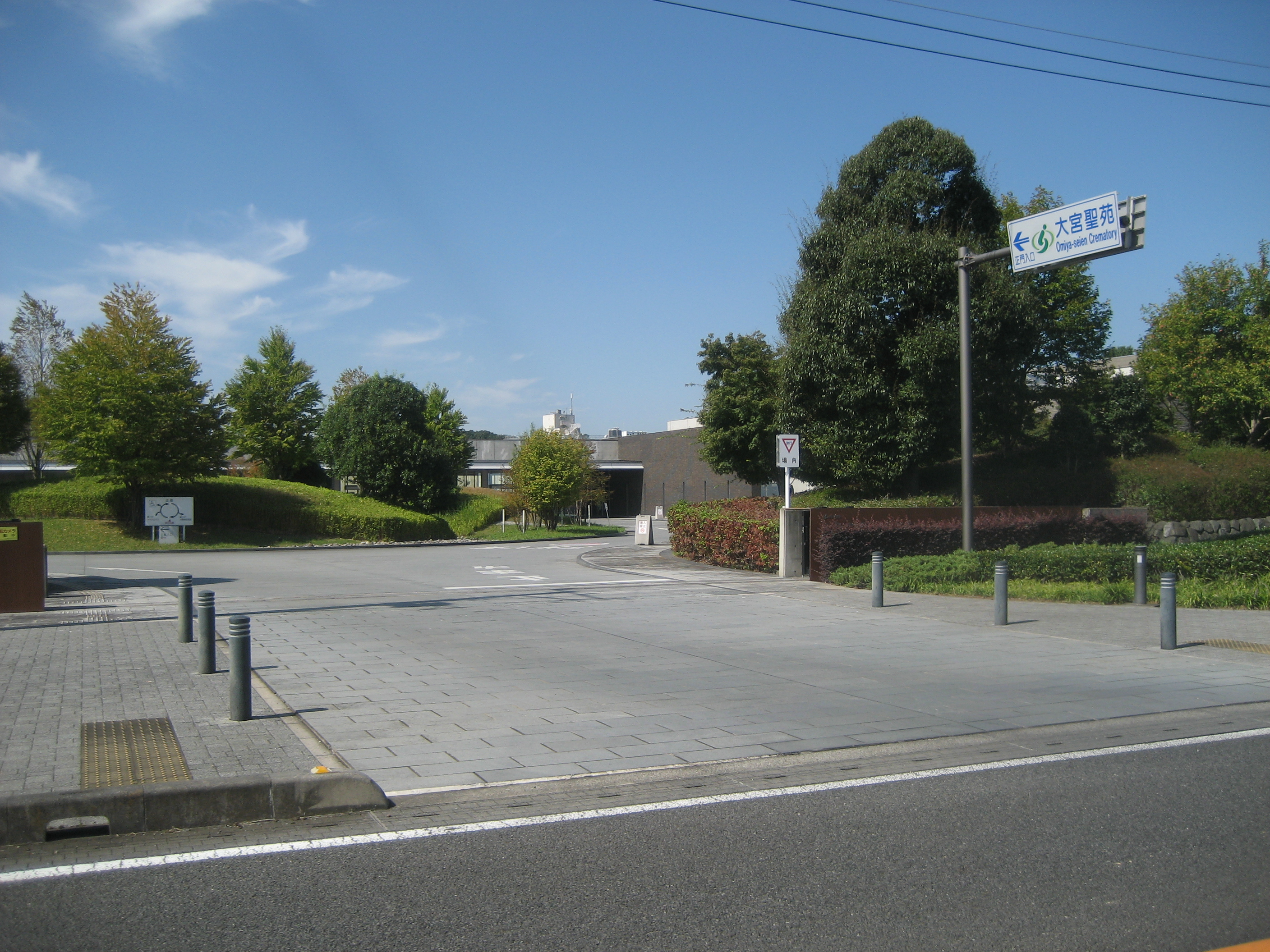
大宮聖苑（埼玉県さいたま市見沼区）
- 高槻市立葬祭センター（大阪府高槻市）[8]
- 名古山斎場（兵庫県姫路市）
- 筑紫の丘斎場（兵庫県）
- やすらぎ聖苑（愛媛県八幡浜市）
- 呉市斎場（広島県呉市）[9]
- 風の丘葬斎場（大分県中津市）[10]
- 熊本市斎場（熊本県熊本市東区）[11]
- 郡上市北部斎苑（岐阜県郡上市白鳥町大島）
- 五条川斎苑（愛知県清須市春日杁前）
- 弥富市火葬場（愛知県弥富市鍋田町八穂）

- 越谷市斎場
- 大宮聖苑

## 参考サイト
- 株式会社宮本工業所公式HP 会社概要
- MIYAMOTO 火葬炉納入実績
- MIYAMOTO 斎場運営支援